# Klaus Wagner
Klaus Wagner   (Knauthain, 16 de gener de 1922 - Denkte, 16 d'agost de 2001) va ser un genet alemany, especialista en el concurs complet d'equitació, guanyador de dues medalles olímpiques.
El 1952 va prendre part en els Jocs Olímpics d'Estiu de Hèlsinki, on va disputar dues proves del programa d'hípica amb el cavall Dachs. En el concurs complet per equips guanyà la medalla de plata, mentre en el concurs complet individual fou cinquè. Quatre anys més tard, als Jocs de Melbourne, tornà a disputar dues proves del programa d'hípica, aquesta vegada amb el cavall Prinzeß. En el concurs complet per equips revalidà la medalla de plata, mentre en el concurs complet individual fou vint-i-unè. També disputà els Jocs de 1960 i 1968. Aquests darrers Jocs els disputà sota bandera de la República Federal Alemanyai en ells destaca la cinquena posició en el concurs complet per equips.
Terratinent a la Baixa Saxònia, es dedicà a la cria de cavalls.